# Amt Altdöbern
Amt Altdöbern (baix sòrab Amtske Stara Darbnja) és un amt (mancomunitat de municipis) del districte d'Oberspreewald-Lausitz, a Brandenburg, Alemanya. Té una extensió de 236,31 km² i una població de 5.916 habitants (2013). La seu és a Altdöbern. El burgmestre és Detlef Höhl.

## Subdivisions
L'Amt Altdöbern és format pels municipis:
1. Altdöbern (Stara Darbnja)
2. Bronkow (Bronkow)
3. Luckaitztal (Lukajca Dolk)
4. Neupetershain (Nowe Wiki)
5. Neu-Seeland (Nowe Jazorat)